# Parque de la Pépinière
El parque del Vivero de Nancy (en francés: Parc de la Pépinière), coloquialmente denominado la Pépinière, o por el apócope la Pep, es un parque público de Francia que se encuentra situado en la ciudad de Nancy y cuenta  con una rosaleda de 21,7 hectáreas de extensión. 
El parc de la Pépinière está considerado como jardín notable de Francia desde 2010. Es miembro del CPJF (Comité des parcs et jardins de France).
El parque está incluido en el Inventario general del patrimonio cultural (1991) y tiene ficha en la «Base Mérimée» (arbre isolé ; pelouse ; massif de fleurs), una base de datos del patrimonio arquitectónico de Francia, gestionada por el  Ministerio de cultura de Francia, bajo la referencia IA54001523.

## Localización
El jardín se encuentra en el centro antiguo de la ciudad de Nancy en la proximidad de la plaza Stanislas, a lo largo de la "place de la Carrière" y de las antiguas fortificaciones. 
Está abierto a diario en los meses cálidos del año.

## Historia
El parque de la Pépinière debe su nombre y su diseño en cuadrícula a su función original: vivero real, es decir representaba las reservas arborícolas, y fue fundado por Estanislao Leszczynski en 1765 a fin de suministrar árboles para plantar en los caminos de la región de Lorena.
A pesar de su transformación en un parque abierto al público en 1835, la disposición de los dieciséis cuadrados de lechos de cultivo se ha conservado y todavía hoy se puede observar en el trazado perpendicular de sus avenidas.
En 2010, el jardín fue clasificado como Jardín notable.

## Alamedas
Una avenida lleva el nombre del gran historiador de Saint-Nicolas-de-Port Émile Badel. 
El 8 de abril de 2011, tuvo lugar la inauguración de otra avenida del parque con el nombre de la ciudad israelí de Kiryat Shmona, ciudad hermanada con Nancy.

## Estatuas
- Grandville, obra de Ernest Bussière
- Claude Gellée denominado como Claude Le Lorrain, obra de Auguste Rodin
- Charles Sellier, obra de Alfred Finot

Estatuas
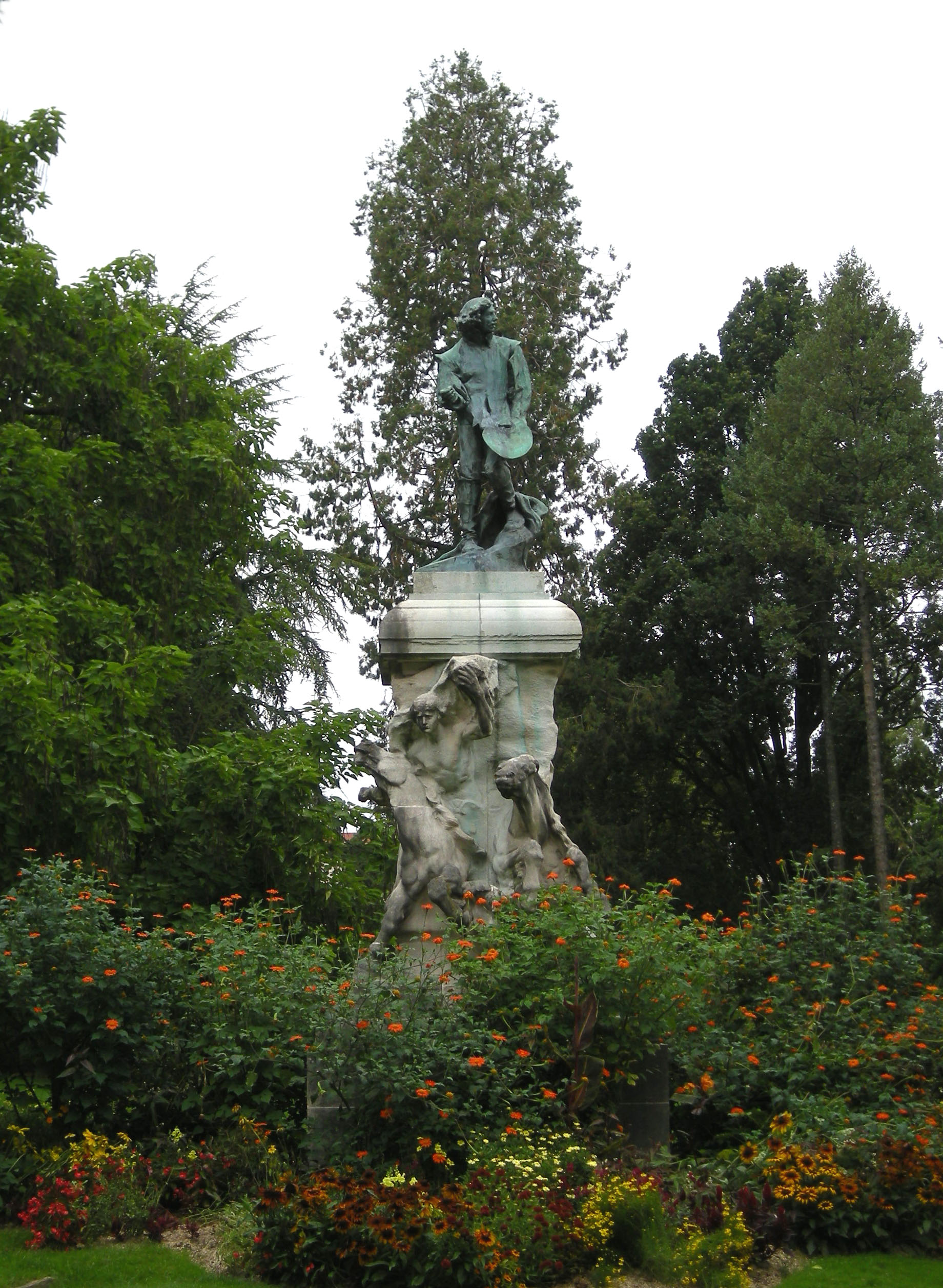
"Claude Gellée" obra de Rodin.
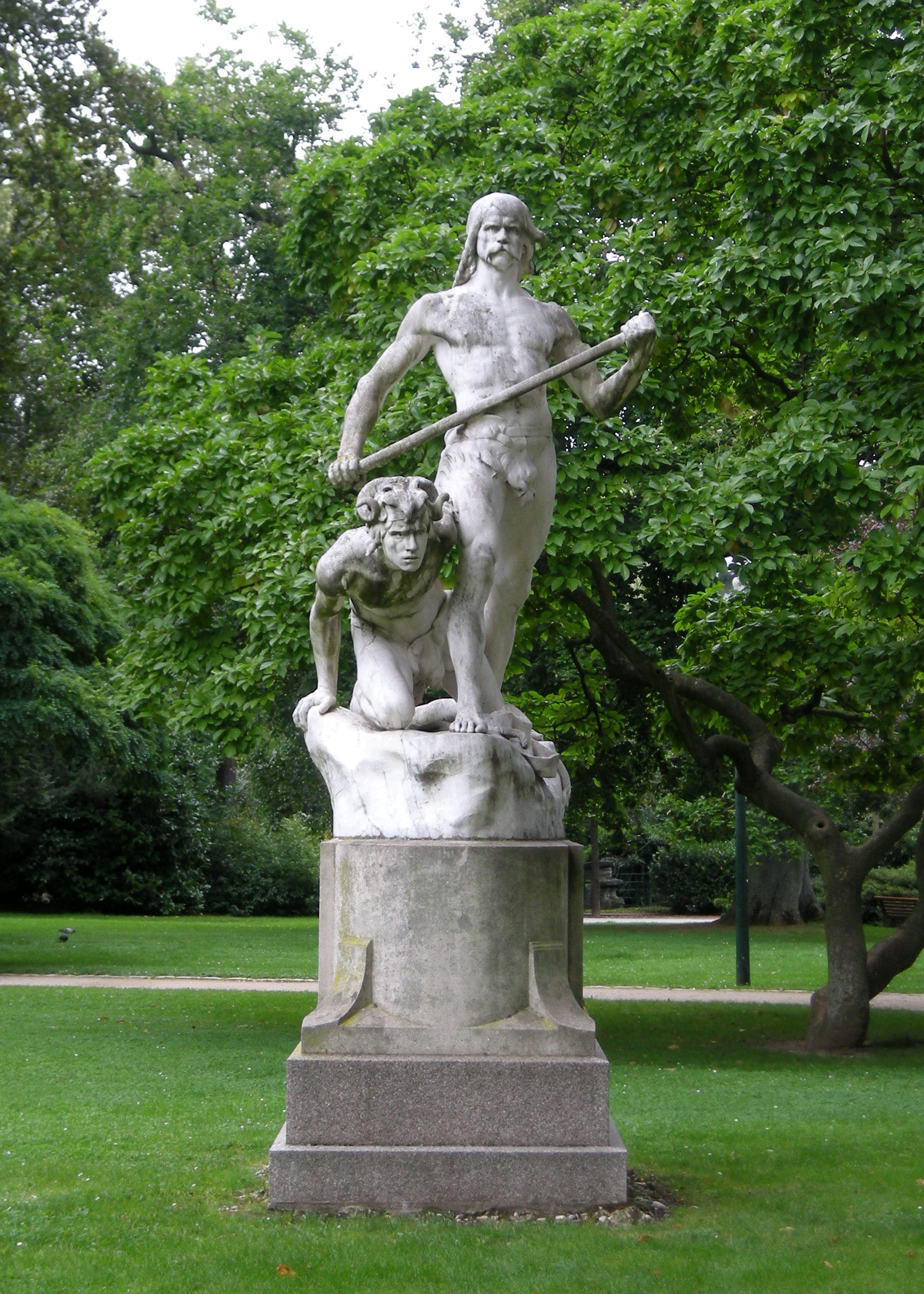
"On veille" (Edmond DESCA, 1885).
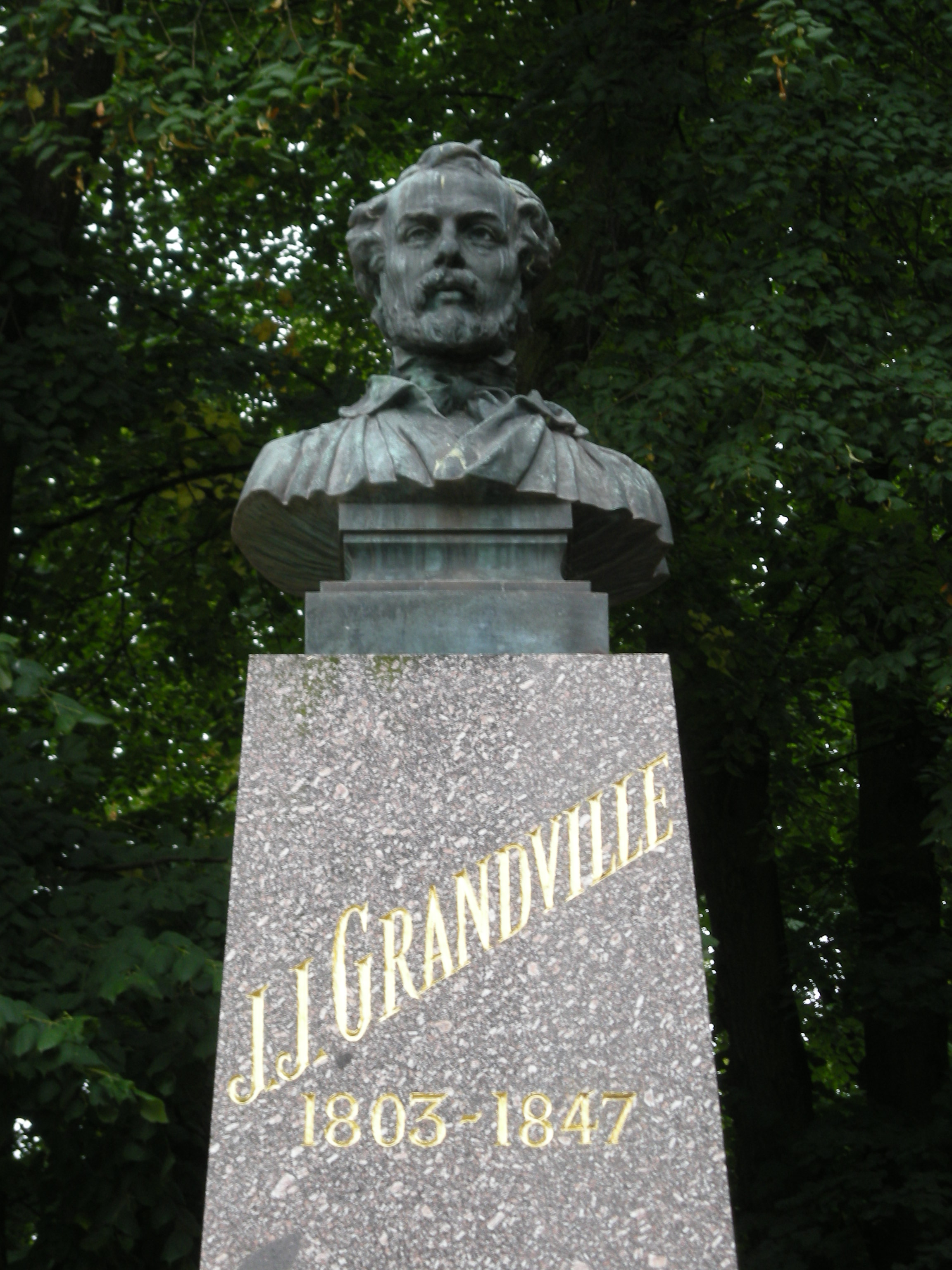
Grandville-Bussière.
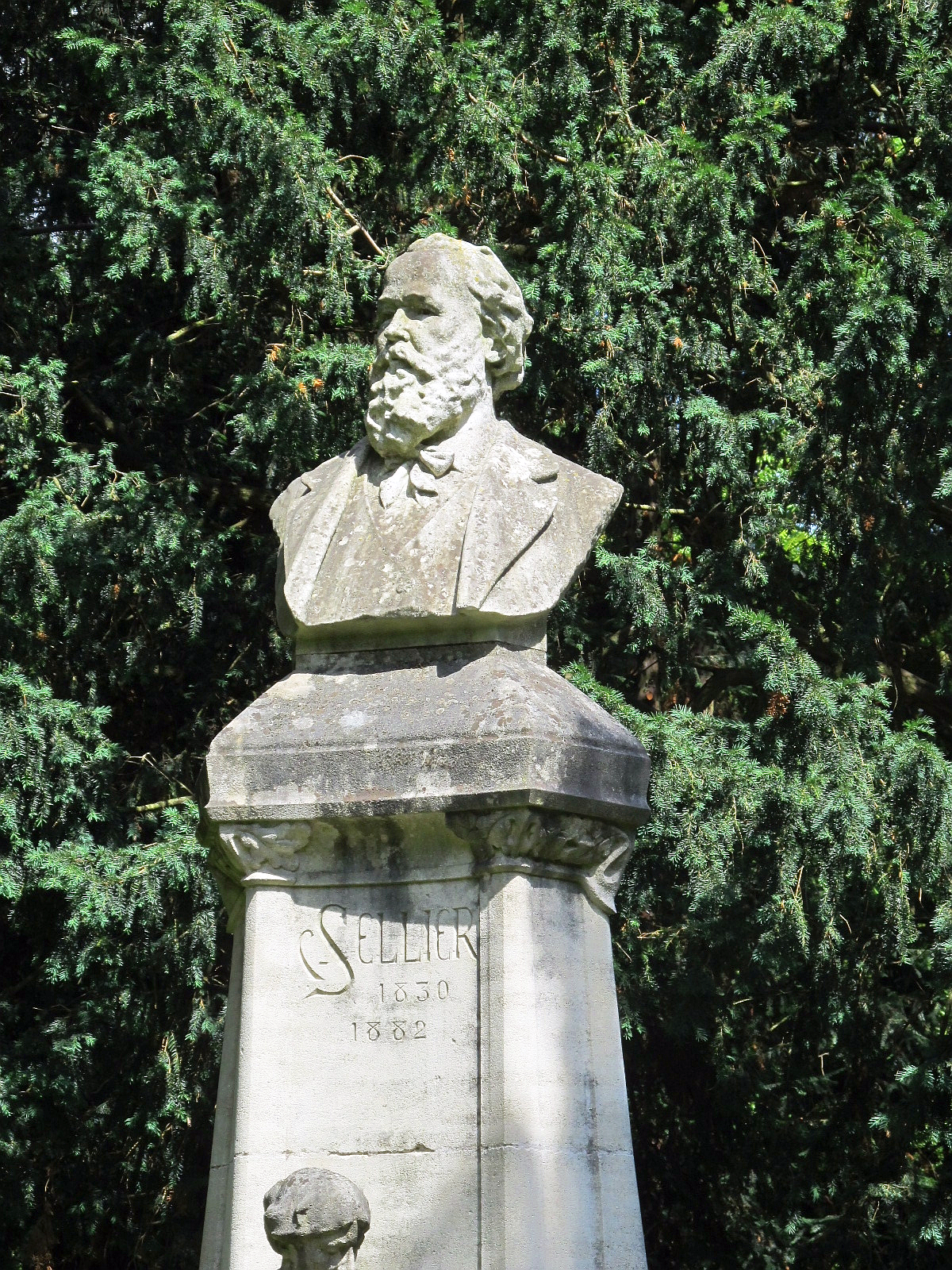
Monumento de Nancy a Charles Sellier.

## Instalaciones
El parque también se compone de áreas de juegos infantiles según el tema de Bilbo Bolsón, paseos y teatro de Guiñol.
En el parque se pueden encontrar :
- Espacio para la presentación de animales (monos, venados, patos, grullas, pavos reales...) ;
- Rosaleda;
- Espacio de restauración;
- Minigolf;
- Áreas de juegos para adultos (bolos, petanca...) ;
- Área de juegos para los niños;
- Teatro de marionetas;[6]
- Juegos de agua;
- Quiosco de la música, denominado "kiosque Mozart", construido en 1875, inscrito en el «Inventaire général du patrimoine culturel» (Inventario general de patrimonio cultural).[7]

En el invierno de 2012/2013, el «centre ornithologique lorrain» ha identificado una colonia de cien cotorras de Kramer nidificando entre los árboles del "Pépinière".
Se pueden encontrar algunos árboles notables, 
Algunas de las vistas del parque de la Pépinière de Nancy.

Detalles
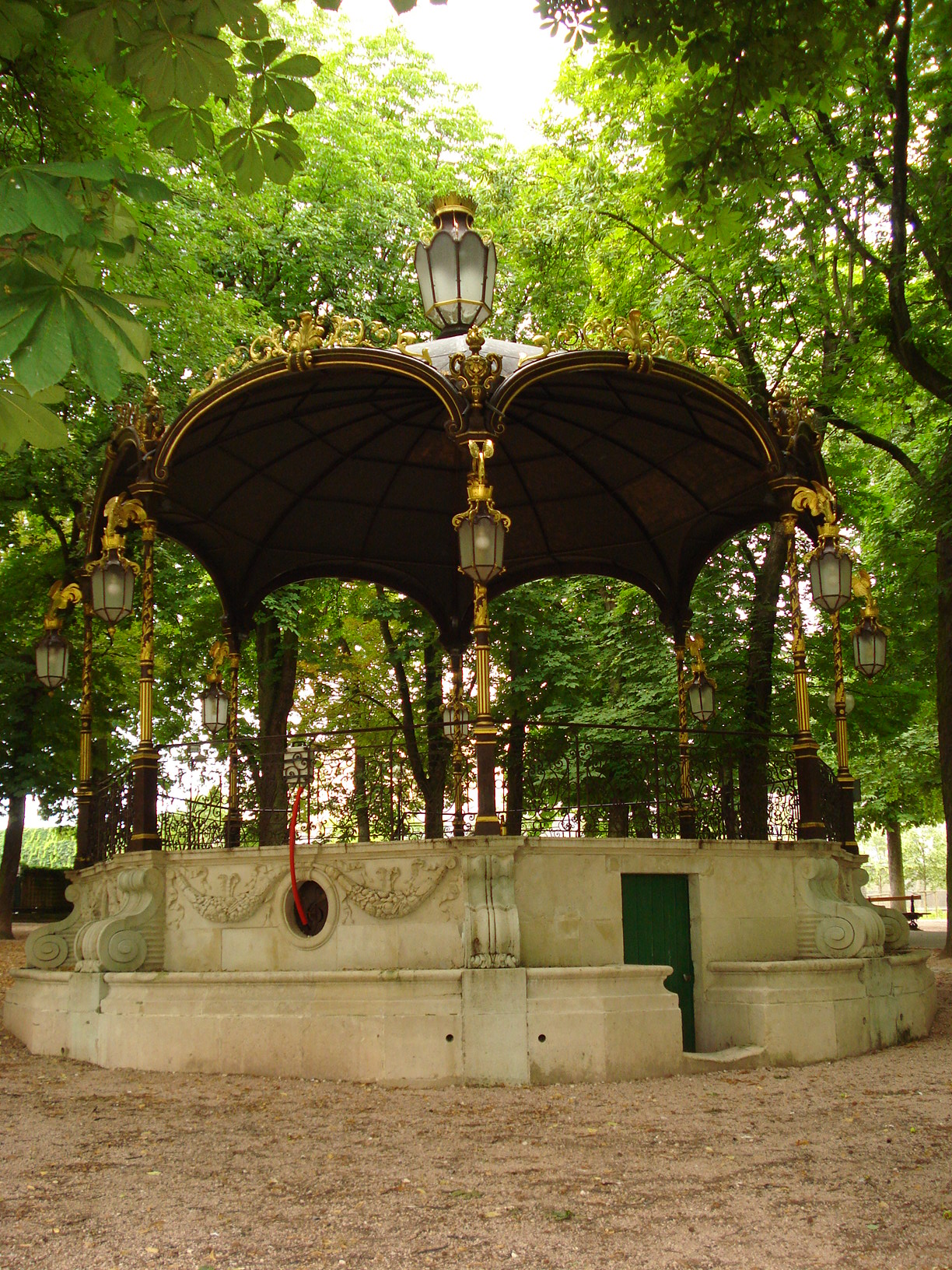
El Quiosco de la música, que data de 1875, del cual se ha instalado una réplica a en Béthune.
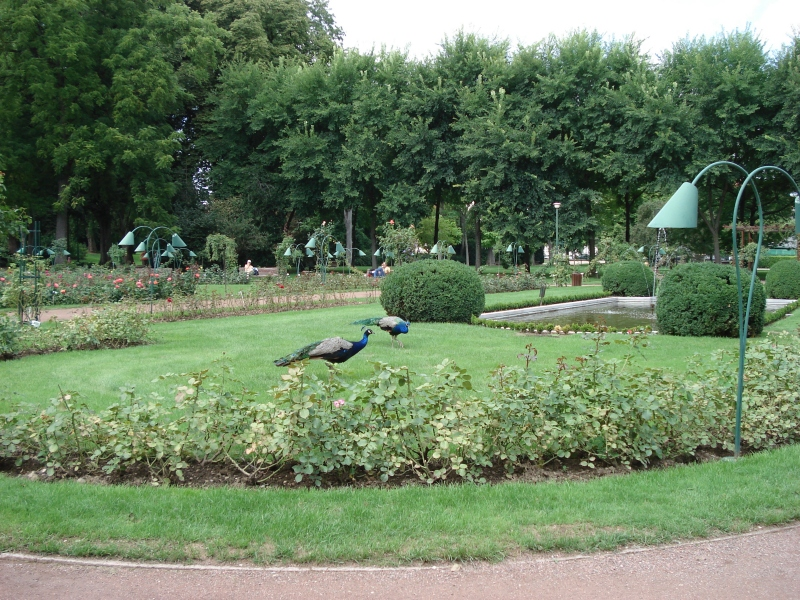
Pavo real en libertad en la rosaleda.
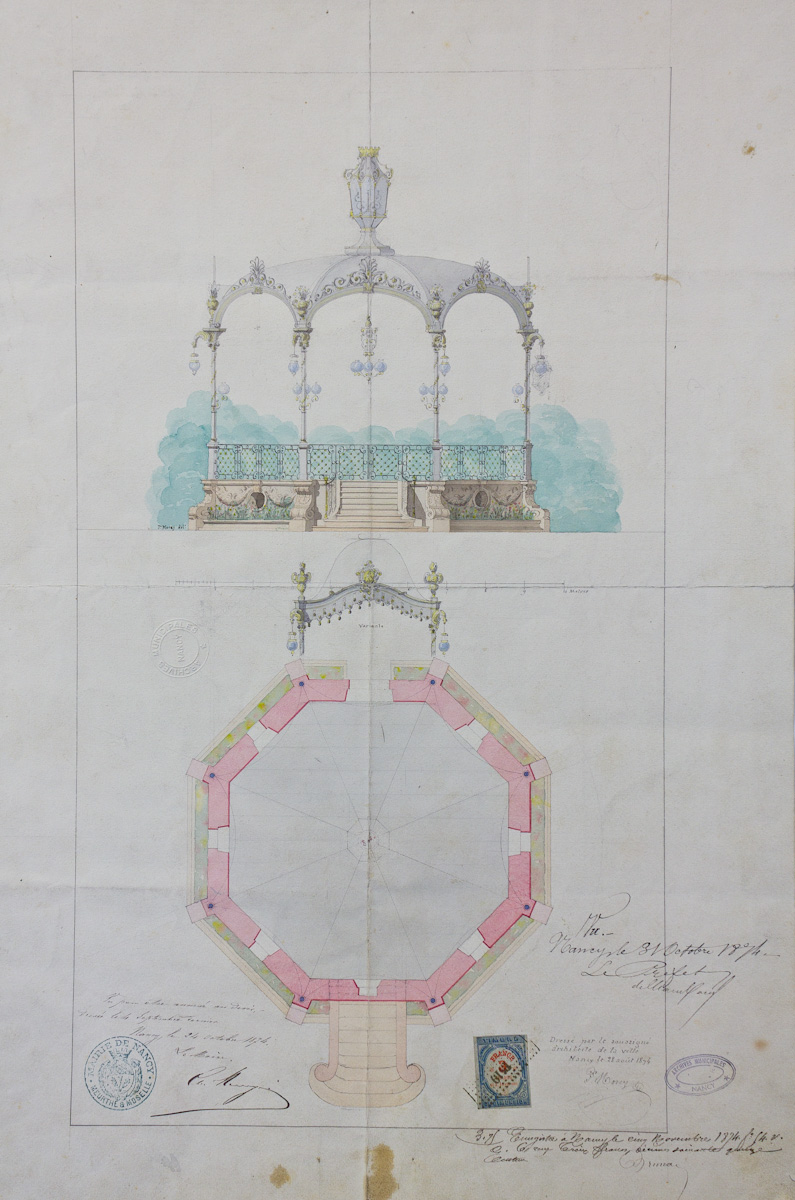
Proyecto de kiosco en 1874 por Prosper Morey.
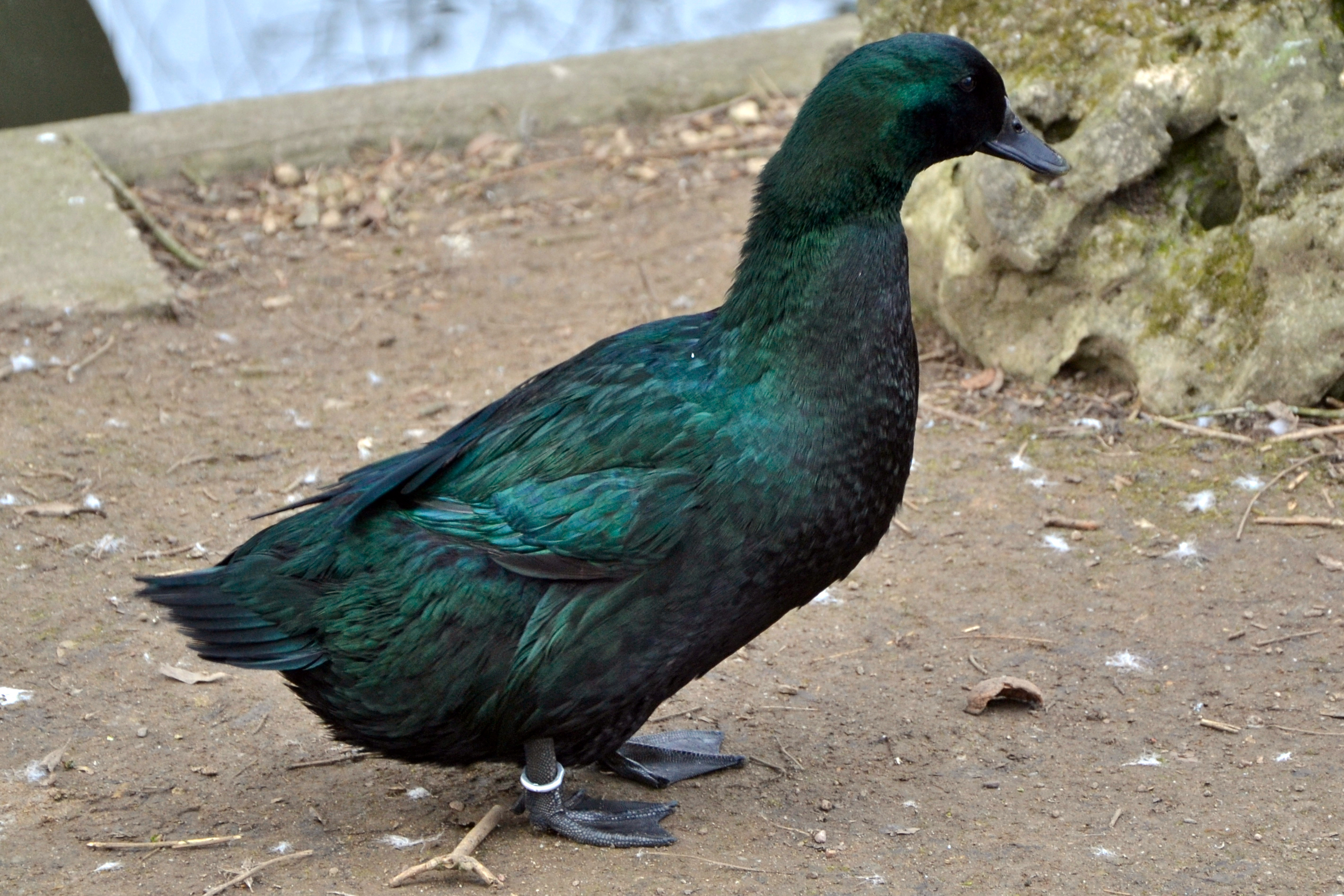
Uno de los animales del parque.
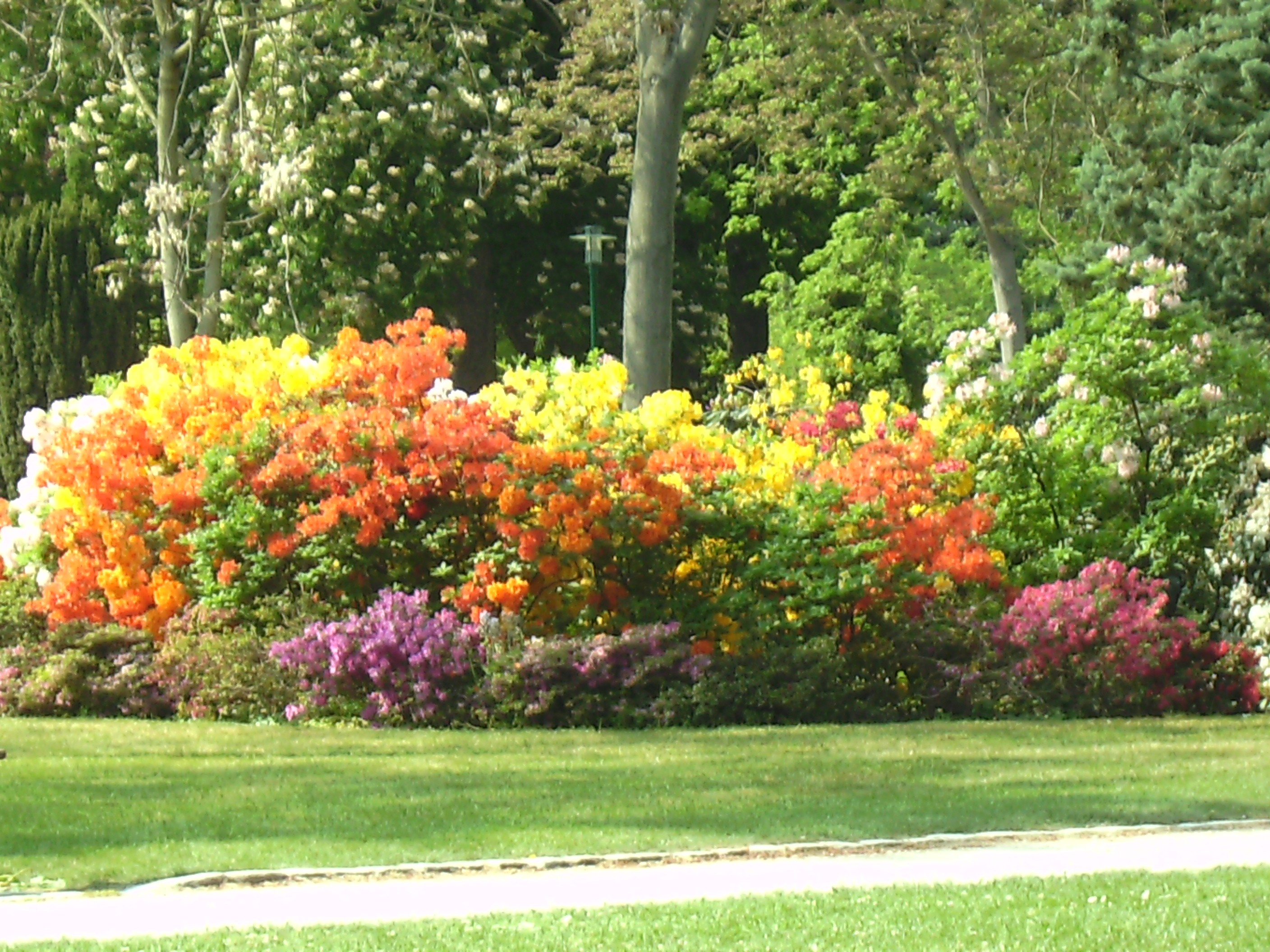
Ejemplares de Rhododendron en el parque.